# Cluracán de Faerie
Cluracán es un personaje ficticio de la serie limitada de historietas The Sandman, creada por Neil Gaiman y publicada por la Editorial Vertigo.

## Descripción
Cluracán es un elfo de Faerie, embajador especial de Titania. Cluracán es un elfo irresponsable y borracho, homosexual y encantador. Es capaz de convencer a casi cualquier persona de cualquier cosa, y como la mayoría de los personajes de la serie, no es malvado, aunque sí es bastante vago e irresponsable. Tiene además amplios poderes mágicos debido a su condición feérica, así como también comparte sus debilidades: el espino y el hierro, palabras que usualmente utiliza como maldición.

## Historia
Su primera aparición en las historietas de The Sandman es en el tomo de Estación de Nieblas, donde es enviado por la reina Titania y el Rey de las Hadas Oberón al Dominio del Sueño, como embajador de Faerie, con la intención de dejar el Infierno vacío, para evitar el pago del tiend, el diezmo infernal de las hadas que las obliga a sacrificar cada siete años a nueve de los más sabios y hermosos de entre ellas, a cambio del servicio del hada Nuala. En esta ocasión no cumple con su objetivo, pero de cualquier manera entrega a su hermana al Señor del Sueño.
Más adelante, aparece nuevamente en el tomo El fin de los Mundos, donde relata él mismo algunos sucesos de su historia personal reciente, en los cuales nuevamente tuvo que cumplir su rol de embajador, esta vez en las Llanuras, en la ciudad de Aurelia, y nuevamente su función fue impedir una alianza entre los pueblos de las llanuras para preservar el statu quo de Faerie. Esta vez, es capaz de cumplir su función a partir de astucia y magia, además de alguna ayuda del Señor del Sueño. En medio de su retorno a Faerie, se tropieza con una tormenta de realidad que lo obliga a buscar refugio en la Posada del Fin de los Mundos, donde cuenta su historia reciente y se le es dado contemplar la procesión en honor de Sueño de los Eternos, preludio a los eventos de Las Benévolas y El Velatorio.
En Las Benévolas, Cluracán es nuevamente enviado al Sueño, aunque esta vez de forma extraoficial, para recuperar a su hermana Nuala, después de haber contado a la Reina acerca de los sucesos que contempló en la Posada. En el trayecto, se desvía y queda atrapado en el Sueño Crudo, creando involuntariamente a su Némesis, que de ahí en adelante lo perseguirá con el propósito de destruirlo. Cluracán nuevamente cumple su propósito, llevando a su hermana a Faerie nuevamente. Sin embargo, está deprimido, y ve cierta linealidad en su reino crepuscular, y sólo puede sorprenderse cuando Nuala se quita su glamour en una fiesta de Titania. En esta ocasión, es Cluracán quien ablanda a la Reina, otorgándole un nuevo glamour a Nuala, y hablando con la reina, mintiéndole. Este glamour ata a Nuala, quien no se lo puede quitar, hasta que finalmente ésta decide irse de Faerie, y una imagen de Cluracán le quita el encantamiento.
En El Velatorio, Cluracán aparece nuevamente en el funeral de Morfeo, nuevamente bebe de más, y se encuentra con su hermana. Allí, hablando con ella le dice que él nunca le recitó el poema que la atormentaba, ni le quitó el glamour. Se revela entonces que quien lo hizo fue su némesis, y que éste no lo cazará ni en el Sueño, donde nació, ni en Faerie, donde nació Cluracán, sino en los "anchos mundos intermedios".

## Apariciones
The Sandman (1989)
1. 26 - 'Estación de Nieblas: Capítulo 5'
2. 27 - 'Estación de Nieblas: Capítulo 6'
3. 28 - 'Estación de Nieblas: Epílogo'
4. 51 - 'Una historia de dos ciudades'
5. 52 - 'Una historia de Cluracán'
6. 53 - 'El Leviatán de Hob'
7. 55 - 'Funerales'
8. 56 - 'El fin de los Mundos'
9. 58 - 'Las Benévolas: 2'
10. 66 - 'Las Benévolas: 10'
11. 69 - 'Las Benévolas'
12. 71 - 'En donde se celebra un velatorio'
13. 72 - 'En donde despertamos'

The Dreaming (1996)
Special #1 - 'Prueba y error'
1. 16 - 'Hielo'
2. 45 - 'Masques & Hedgehogs'
3. 46 - 'Espejito, Espejito'
4. 48 - 'Scary Monsters'
5. 49 - 'Shatter'

Lucifer (DC Comics) (2000)
1. 20 - 'The Thunder Sermon'